# Бричев, Валерий Махмудович

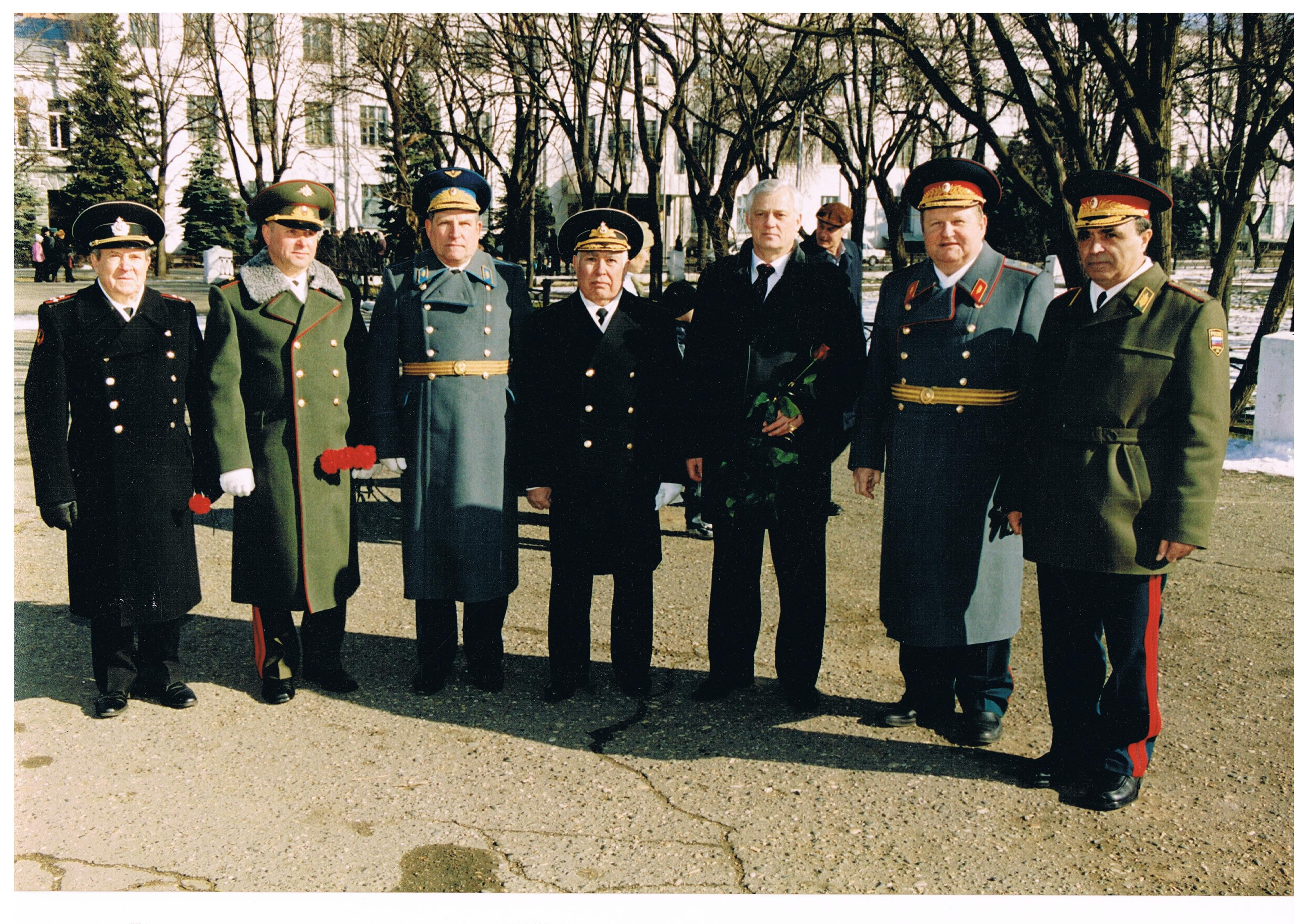
Герой Советского Союза Гурьев М. Н. и генералы Колягин Ю. Н., Саленко Ю. М., контр-адмирал Тхагапсов М. М. Вице-президент РА Демчук Н. В., генерал-майоры Дорофеев А. А. и Бричев В. М.. Майкоп 23.02.2003.

Валерий Махмудович Бричев (10 сентября 1943, Хачемзий Адыгейская автономная область, РСФСР, СССР — 8 июля 2023, Майкоп, Адыгея) — советский и российский военачальник, начальник штаба тыла РВСН, генерал-майор (1992).

## Биография
Родился 10 сентября 1943 года в ауле Хачемзий Кошехабльского района Адыгейская автономная область Краснодарского края (ныне Республика Адыгея). Адыг.
Образование: общее — среднее; военное — командно-тыловой факультет Военной академии тыла и транспорта.
На военную службу призван 31 августа 1961 года Кошехабльским РВК Краснодарского края.
В 1961 году поступил, а в июле 1964 года окончил Ульяновское высшее военно-техническое училище и зачислен в распоряжение Главнокомандующего РВСН.
С сентября 1964 по июль 1970 года служил в в/ч 23468 на должности начальника снабжения ракетным топливом и ГСМ.
С июля 1970 года по сентябрь 1974 года — начальник физико-химической лаборатории в в/ч 33738 и 39984.
С 1 сентября 1974 года по 27 июня 1977 года — слушатель командно-тылового факультета Военной академии тыла и транспорта.
В июне 1977 года назначен заместителем командира в/ч 13973 по тылу. С сентября 1981 года по декабрь 1987 года — заместитель начальника тыла, затем начальник тыла в/ч 13991.
В декабре 1987 года назначен начальником тыла 33-й гвардейской ракетной армии.
С февраля 1991 года заместитель начальника тыла РВСН, с 30 сентября 1992 года начальник штаба — первый заместитель начальника тыла РВСН.
27 мая 1996 года уволен в запас по состоянию здоровья.
После увольнения в запас проживал в городе Майкопе. Работал заместителем начальника Управления МЧС России по Республике Адыгея. Действительный государственный советник Республики Адыгея 3 класса.
Скончался 8 июля 2023 года после продолжительной болезни (онкология). Похоронен с воинскими почестями на национальном кладбище г. Майкопа.

## Семья
- Женат
- Сын — 1966 г. р.
- Дочь

## Награды
- орден «За службу Родине в Вооружённых Силах СССР» 3-й степени
- Медали, в том числе:
  - «За воинскую доблесть. В ознаменование 100-летия со дня рождения Владимира Ильича Ленина»
  - «Двадцать лет Победы в Великой Отечественной войне 1941—1945 гг.»
  - «300 лет Российскому флоту»
  - «Ветеран Вооружённых Сил СССР»
  - «50 лет Вооружённых Сил СССР»
  - «60 лет Вооружённых Сил СССР»
  - «70 лет Вооружённых Сил СССР»
  - «За безупречную службу» 1-й степени
  - «За безупречную службу» 2-й степени
  - «За безупречную службу» 3-й степени